# Blepharosis lama
Blepharosis lama là một loài bướm đêm trong họ Noctuidae.